# ルーマニアの孤児
ルーマニアの孤児（ルーマニアのこじ）問題は、ニコラエ・チャウシェスクの独裁政権時代に悪化し、1989年のルーマニア革命で共産党政権が崩壊すると、諸外国にもその存在が明らかになった。国際的な支援がなされた結果、当時と比べると状況は大幅に改善したが、いまだに多くの問題を残している。

## 背景としてのナタリスト政策

出生率（赤）。法令第770条が出されてから急増している

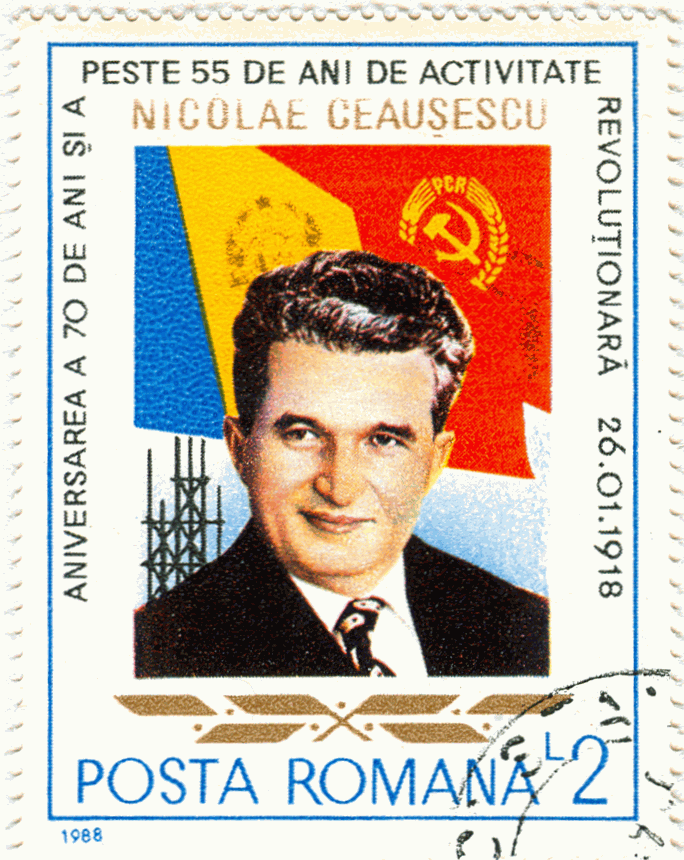
ナタリスト政策を推し進めたチャウシェスク

ニコラエ・チャウシェスクの政権下では、中絶と避妊がいずれも禁止されていた。チャウシェスクは、人口増加が経済成長につながるとの考え方をもっており、1966年10月、法令第770条 (Decree 770) と呼ばれる法律が制定された。これは、母親が40歳を超えているか、既に4人の子供を育てている場合を除いて、中絶を禁止するというものであった。この法律により、出生率は、特に1967年から1969年にかけて、大きく上昇した。1977年までには、子供のいない人々に対して税が課されるようになった。この時代に産まれた子供たちは、「decreței」（ルーマニア語で「法令」を意味する「decret」を指小辞としたもの）と呼ばれる。出生率の急増は、結果的に多くの捨て子を生み出した。彼らは孤児院に送られ、施設は障害や精神病を患った者たちであふれた。また、孤児たちはネグレクト、身体的虐待、性的虐待、行動をコントロールするための薬物使用の危険などにさらされた。

## 孤児院の状況
孤児院の状況は、1982年、チャウシェスクが対外債務返済のために飢餓輸出の体制を敷くと悪化した。景気後退に伴い、電力や暖房は止まることが多くなり、食料は不足した。当時ブカレストに滞在していたアメリカ領事、ヴァージニア・カーソン・ヤングは、子供たちの多くは正確には孤児ではなく、ナタリストとしての要求が押しつけられた結果、大家族を養えなくなった親が預けるケースが多かったことを指摘している。子供を孤児院に預けた親の多くは、子供が成長したら迎えに行くつもりであった。孤児は、ロマ（ジプシー）の割合が高く、労働力として十分な年齢まで成長すると、再び関係を主張する親が多かった。
孤児院の状況は施設によって違っていたが、特に障害児を収容する施設は劣悪であった。その1つ、シレトの児童精神病院では、薬や洗浄設備が不足しており、児童の精神的・性的虐待が相次いでいると報告された。また、シゲトゥ・マルマツィエイにあった病気の子供たちのための施設では、子供がベッドに縛り付けられていたり、衣服で危険なレベルにまで拘束されていたりした。スタッフが服を着せなかったために、子供たちは一日中裸で過ごしたり、自分の糞尿にまみれたりするケースもみられた。職員は適切な訓練を受けておらず、子供の虐待も相次いだ。風呂には汚い水が使われ、一度に3人が放り込まれた。スタッフから虐待を受けたことが影響して、年上の子供が年下の子供を虐めるようになった。また、女子であっても子供は全員頭髪を剃っていたため、お互いを判別することが難しかった。多くの子供たちは発育が遅れ、どうやって生きていくかを知らなかった。栄養不足のため、軽い病気や怪我で命を落とす子供が多かったほか、白内障や貧血、さらに飢え死にも多発した。骨折が正しく治療されなかった結果、手足が変形するなど身体的障害を負った者もいる。
孤児院の子供のなかには、消毒をしていない医療機器を用いたためにエイズに感染する者も多かった。基本的な物資の不足する孤児院に暮らすこと自体が苦痛であったが、子供たちは通常、3歳と6歳に達するとそれぞれ施設を移らなければならない決まりで、これが事前に何の知らせもなく行われた。また、労働省により「回復不能」と認定された子供たちは「非生産的」とみなされ、最もひどい状況に置かれた。チャウシェスク政権崩壊後、孤児院のあるスタッフは、子供たちに対する体罰が「適切なしつけ」として奨励されていたとし、子供たちを殴打しない職員は弱いとみなされていたと証言している。

## 孤児院の子供の数
共産政権時代に孤児院に収容されていた子供の数は、当時の隠蔽体質や秘密政策のために、信頼できる正確なデータが存在しない。1989年のいくつかの情報源によると、当時孤児院で暮らしていた子供は約10万人とされ、ほかの出典では17万人とするものもある。また、共産政権時代全体を合計すると約50万人の子供が孤児院で育ったと推定される。

## 1990年代のストリートチルドレン

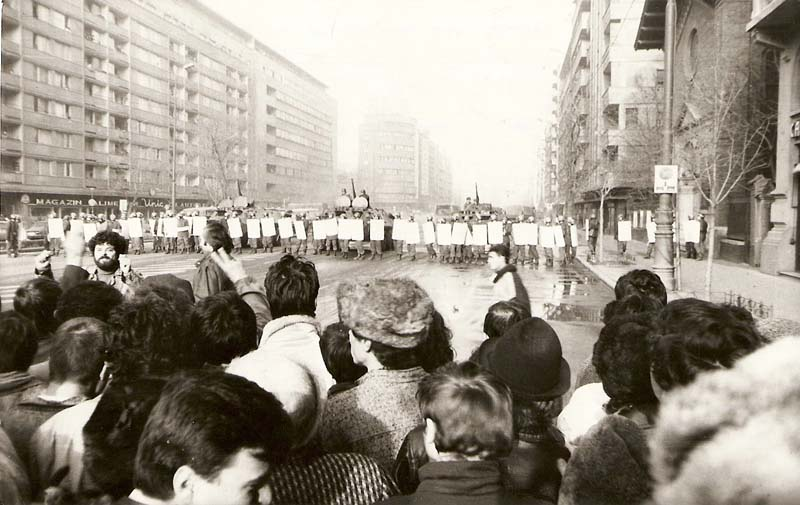
チャウシェスク政権が崩壊した1989年のルーマニア革命

1989年12月にルーマニア革命が勃発すると、はじめのうちは経済的、社会的に不安定な状態が続いた。1990年代は引き継ぎがうまくいっていなかった時期であり、多くのストリートチルドレンが出現することとなった。孤児院や虐待される家から逃げ出したり、捨てられたりする子供も多く、物乞いをしたり、「オーロラック」と呼ばれる薬物を吸引したり、ブカレスト地下鉄をうろついたりする姿がよく見受けられた。当時のストリートチルドレンの暮らしぶりは、ドキュメンタリー映画『チルドレン・アンダーグラウンド』で取り上げられている。

## 国際養子における虐待
共産政権が崩壊し、孤児のおかれた状況が公になると、問題解決のために国際養子が推奨された。その結果、1990年代から2000年代にかけて、多くの子供たちが外国人に引き取られていった。しかし、腐敗や規制が緩かったことが要因で、違法行為も多発した。そのため、2004年に政府は、祖父母によるものを除いて国際養子を禁止した。これは、当時EU加盟を目指していたルーマニア（2007年1月1日に加盟）が、制度の乱用を危惧したEUの圧力を受けたことも影響している。

## 改善
1989年12月以降、ルーマニアの孤児の現状が明らかになると、国外に衝撃を与え、多くの慈善団体が設立された。アメリカのニュース番組『20/20』は、1990年10月5日にはじめてテレビでこの問題を詳細に伝えた。1990年には、ジョージ・ハリスンと妻のオリヴィアがエイズにかかった孤児のためにチャリティアルバム『Nobody's Child: Romanian Angel Appeal』をリリースするなど、様々な募金や支援活動が行われた。しかし、多くの子供を養子にとるなど、孤児を悪用する人も存在した。そのため、養子に関しては厳格な法律が整備され、制度は複雑化した。
2005年9月、欧州議会のルーマニア調査委員であるエマ・ニコルソンは、「ルーマニアは児童保護制度を大幅に改善し、ヨーロッパ最悪の状態から最良の状態へと成長した」と評価している。
一方で、いまだ改善の余地があるという意見もある。孤児問題の改善が、欧州連合加盟のためにルーマニアが課された条件の1つとなっていたが、BBCのジャーナリスト、クリス・ロジャースは2009年、制度は表面上、チャウシェスクの時代から改善されたようにみえるが、一部の施設の状況は依然として悪く、多くの施設やトラウマを抱えた人々が改善されていないと指摘している。当時、ある施設では、治療が不適切であったために、障害や身体的な問題に苦しむ成人が多く収容されていたとされる。2011年の初頭、「子供たちのための希望と家」「ARK」という2つのイギリスの慈善団体が、ルーマニアの児童保護制度を改善し、2020年までに、成長した孤児たちのためにルーマニアに存在する施設を閉鎖する、という計画をスタートさせた。
養子として引き取られなかった子供たちは、脱走したり、18歳になって施設を去ったりしているが、彼らは文字が読めず、路上で生活するという状態になっている。孤児院で育った人々にとっては、売春、物乞い、麻薬の使用は一般的となっており、性感染症やエイズ、合成薬物の中毒が蔓延していると報告される。

## 子供に残る影響
孤児たちはネグレクトにさらされ、これにより多くが身体的にも精神的にも発育が遅れる結果となった。特に精神的な成長の遅い子供たちは、訓練不足であった看護師や医師によって誤った診断を受けた。ジョン・ハミルトンによると、「親子の絆や脳に関して、科学者に共有されている知識の多くは、1980年代から90年代にかけてルーマニアの孤児院で過ごした子供たちの研究から得られたもの」だという。孤児院の状況から、子供の成長には十分な栄養だけでなく、人間同士の基本的なふれあいも重要であることが示された。人間との接触が少なかったため、赤ん坊は刺激がなく、手をばたつかせたり、前後にゆらすなど自分で刺激をつくりだすようになった。この現象が、精神障害を負っているとの誤診をうみだし、障害者用の施設に送られる子供が増える要因ともなった。また、このような子供に対し、精神病の治療薬が投与されたり、自傷行為を防ぐためにベッドに縛り付けられたりするケースもあった。
養子となった後も、子供たちは新しい親との間に愛情を形成するのに苦労した。科学者のニム・トッテナムは、養母や馴染みのない女性をみるときに子供たちの脳がどのような反応を示すのか、一般的な子供と比べる実験を行った。その結果を彼は、「扁桃体の信号に、母親と他人の区別が存在しなかった」と述べている。ほかのMRIによると、ルーマニアの孤児院で育った子供たちは、適切に成長した平均的な子供よりも、脳が物理的に小さいことがわかっている。
愛着理論においては、「乳児が、子供のもつ社会的、感情的な成長を得るためには、特に感情を効果的に調節する方法を学ぶために、少なくとも1人の保護者との関係を築くことが必要である」とされる。ルーマニアの孤児院では、子供たちは幼児期の早い段階で、放って置かれることに慣れてしまったため、里親など他者への愛着を形成するのに苦労し、養子に引き取られた後も新しい生活に順応するのに苦しんだ。
こうした子供たちの物理的・精神的影響に加えて、子供たちの公式な姓の記録が失われ、また名前は番号で識別されていたがために、名前のわからない子供が相次いだ。孤児院の小さな子供たちは名前を思い出せず、この場合は里親が名前をつけることになった。

## 統計
下表に、1997年〜2020年においてルーマニア政府が援助をしている子供の数を示している。
| 年   | 援助を受ける子供全体 | 孤児院で暮らす子供 |
| ---- | -------------------- | ------------------ |
| 1997 | 51,468               | 39,569             |
| 1998 | 55,641               | 38,597             |
| 1999 | 57,087               | 33,356             |
| 2000 | 87,753               | 57,181             |
| 2001 | 87,889               | 57,060             |
| 2002 | 87,867               | 49,965             |
| 2003 | 86,379               | 43,092             |
| 2004 | 84,445               | 37,660             |
| 2005 | 83,059               | 32,821             |
| 2006 | 78,766               | 28,786             |
| 2007 | 73,793               | 26,599             |
| 2008 | 71,047               | 24,979             |
| 2009 | 68,858               | 24,227             |
| 2010 | 64,878               | 23,103             |
| 2011 | 63,689               | 23,240             |
| 2012 | 60,687               | 22,798             |
| 2013 | 60,078               | 22,189             |
| 2014 | 58,178               | 21,540             |
| 2015 | 57,279               | 20,291             |
| 2016 | 56,866               | 19,369             |
| 2017 | 55,302               | 18,197             |
| 2018 | 52,783               | 17,096             |
| 2019 | 51,168               | 15,993             |
| 2020 | 48,578               | 14,342             |